# Mihály Vitkovics
Dans le nom hongrois Vitkovics Mihály, le nom de famille précède le prénom, mais cet article utilise l’ordre habituel en français Mihály Vitkovics, où le prénom précède le nom.
Mihály Vitkovics ([ˈmihaːj], [ˈvitkovitʃ]) ou Михаило Витковић ([mihaːjlo], [vitkovitʃ]), né le 25 août 1778 à Eger et mort le 9 septembre 1829 à Pest, était un poète hongro-serbe. 